# Zdeněk Mézl
Zdeněk Mézl (31. října 1934 Praha – 23. května 2016 Praha) byl český grafik a ilustrátor, používající osobitý styl dřevorytu, podle kterého jsou jeho díla na pohled rozpoznatelná.
V letech 1949-1953 studoval u profesora Jaroslava Vodrážky na Vyšší škole uměleckého průmyslu v Praze, následně v letech 1953-1956 u profesora Vladimíra Pukla na pražské akademii výtvarných umění. Studium přerušil na jeden rok kvůli studijnímu pobytu na sofijské Akademii v Bulharsku. Po návratu do Prahy dokončil studium u profesora Pukla v roce 1960. Již na Akademii se Zdeněk Mézl pouštěl do prvních ilustračních pokusů v technice dřevorytu, která jej pak provázela celý život.
Zdeněk Mézl dal dřevorytu nový význam. Dokonale ovládl materiál i techniku a ve svých grafických listech a ilustracích uplatňuje smysl pro jasnou a přehlednou siluetu vyplněnou řadou jemných detailů, smysl pro jednoduché, lapidární vyjádření děje a úsměvný pohled na svět, někdy laskavý, jindy ironický.
Mézl sám sebe označuje za kritického realistu - je mu blízký Hierynomus Bosch a Francisco de Goya. Volné tvorbě se věnuje po obdobích vyplněných bohatou činností ilustrátorkou. Jako ilustrátor se po svém postupně vypořádal jak s antickými bájemi, tak s Jaroslavem Haškem, Ezopovými bajkami či Danteho Peklem. Vybírá si autory, kteří mu umožňují ztvárnit ironizující nadsázku.
Během své kariéry ilustroval více než 100 knih, vytvořil 3 poštovní známky a řadu svébytných grafických listů, obrazů a plastik. Celkem za svůj život vyryl 170 000 centimetrů čtverečních zimostrázových a hruškových desek.
Samostatně vystavoval v Čechách, Belgii, Itálii, Holandsku, Německu, Japonsku, v Jihoafrické republice.
V roce 2002 byl ve Velké Británii prohlášen za jednoho z nejlepších světových dřevorytců 20. století.
Zemřel ve věku 81 let v jedné z pražských nemocnic. S manželkou Janou Mézlovou (*1950), šperkařkou, restaurátorkou a sochařkou, mají dcery Magdalenu a Markétu, dvojčata. Obě dcery se věnují umělecké činnosti. Dcera Magdalena Mézlová (*1977) je řezbářka a sochařka. Dcera Markéta Kynclová, roz. Mézlová, (*1977) je sochařka a restaurátorka.

## Ocenění
- 1970 - Hlavní cena mezinárodní výstavy knih v Moskvě
- 1972 - Cena mezinárodního knižního veletrhu v Bologni
- 1972 - Bronzová medaile IBA v Lipsku
- 1975 - Medaile mezinárodního bienále ex-libris v Malborku
- 1978 - Čestné uznání v soutěži o nejkrásnější knihu
- 1983 a 1984 - Čestné uznáni spolku českých bibliofilů
- řada výročních cen nakladatelských domů

## Ilustrované knihy (výběr)
- Joe Alex: Černé Koráby
- Kenneth Anderson: Devět lidožroutů a jeden slon darebák
- Jan Blahoslav Čapek: Za jazyk přibitý
- Anton Pavlovič Čechov: Drama na lovu
- Dante Alighieri: Božská komedie
- Květa Dašková: Slova odjinud
- Charles Dickens: David Copperfield
- Antonín Dvořák: Mistr Jeroným
- Ezop: Ezopovy bajky
- Juliana Anna Fialová: Česká kuchařka
- Jarmila Hásková: Vyprávění o havířích
- Jaroslav Hašek: Idylky z pekla, Lidožroutská historie, Větrný mlynář a jeho dcera
- Evariste-Régis Huc: Cesta do Lhasy, kterou se svým druhem P. Josephem Gabetem v letech 1844 až 1846 vykonal a podle vzpomínek vypsal P. Evariste-Régis Huc někdejší misionář v říši Čínské
- Josef Janáček: Obrázek ze života rudolfinské Prahy
- Jaroslava Janáčková: Milostná povídka historická
- Janko Jesenský: Maškarní ples
- Václav Kaplický: Čtveráci
- Lev Abramovič Kassiľ: Švambránie
- Rudyard Kipling: Od moře k moři (vydání 1974)
- Milan Krejčí: Praha osmi staletími (mapy)
- Ivan Andrejevič Krylov: Bajky
- Benjamin Kuras: Češi na vlásku
- Lukáš Luhan: Kamenný stolec
- Josef Mach: Života běh
- Jiří Marek: Panoptikum hříšných lidí, Panoptikum starých kriminálních příběhů, Psí hvězda Sírius aneb Láskyplné vyprávěnky o psech
- Leontina Mašínová: Ze slovanských legend a pověstí
- Rudolf Matys: Žakér
- Rudolf Mertlík: Starověké báje a pověsti
- Músaios: Héró a Leandros
- Vladimír Neff: Prsten Borgiů
- Božena Němcová: Sůl nad zlato a jiné pohádky
- Karel Nový: Rytíři a lapkové
- Eduard Petiška: Čtení o hradech, Čtení o hradech, zámcích a městech, Čtení o zámcích a městech
- Písně žáků darebáků
- Jiří Plachetka: Velký slovník citátů a přísloví
- Alexej Pludek: Pověsti dávných časů
- Pražská zoo
- Jan Václav Rostek: Černožlutý mumraj
- Rutebeuf: Život bez rukávů
- Semen Isakovič Selešnikov: Člověk a čas
- Miroslav Slach: Zázračný lukostřelec
- Spisování slavného frejíře
- Josef Svátek: Pražské historie
- Bedřich Šindelář: Hon na čarodějnice
- Marta Šrámková: České lidové balady
- Zdeněk Urban: Století českého kalendáře
- Jan Petr Velkoborský: Zlatá kniha historických příběhů
- Drahomíra Vlašínová: Strašidelné příběhy města pražského
- Mika Waltari: Krvavá lázeň, Šťastná hvězda
- Jan Žáček: Dřevoryt o knězi a rychtářovi